# Joe Darensbourg

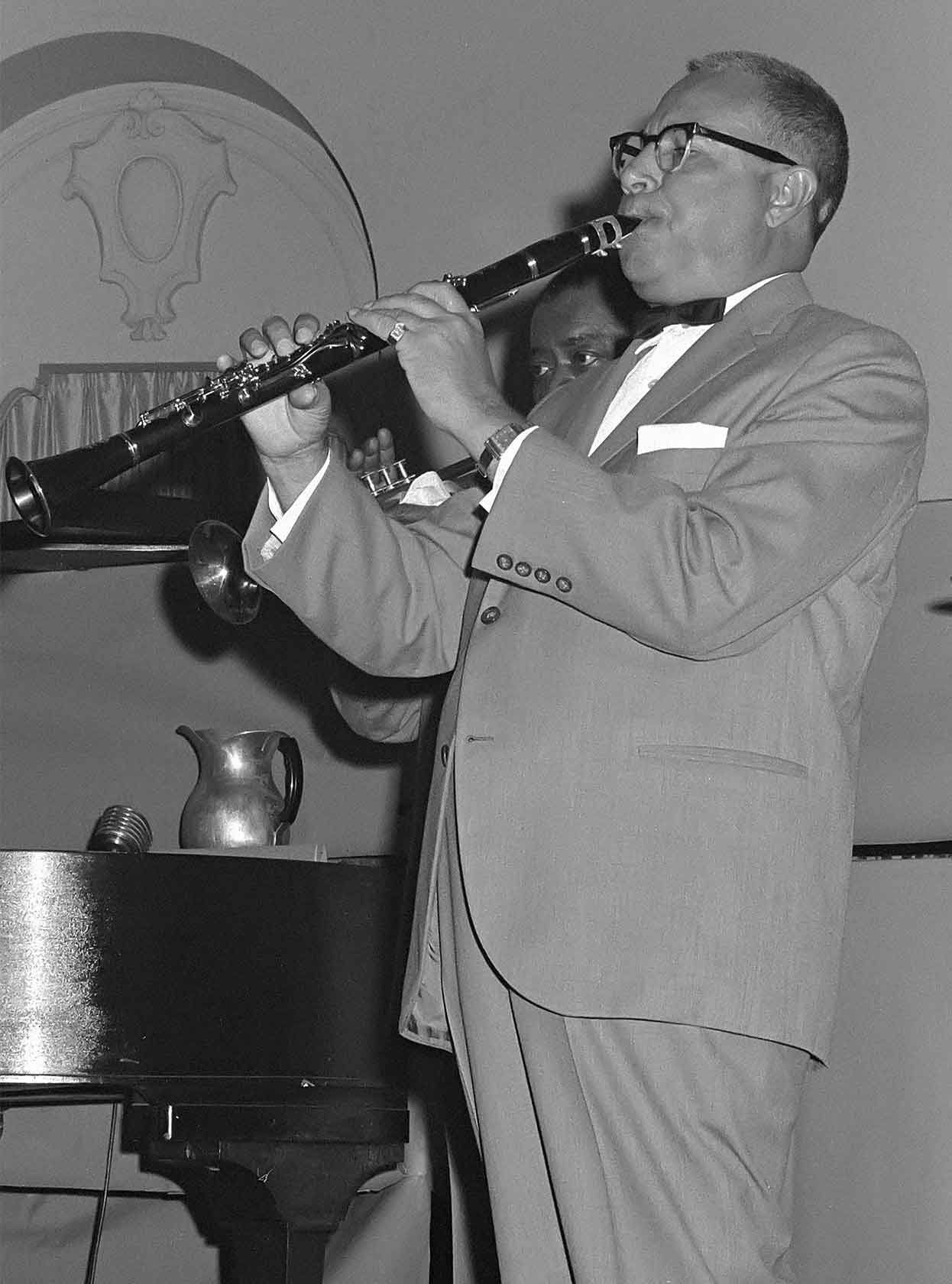
Darensbourg im Palais Royal in South Bend, Indiana, 1963

Joseph Wilmer „Joe“ Darensbourg (* 9. Juli 1906 in Baton Rouge; † 24. Mai 1985 in Van Nuys, Kalifornien) war ein US-amerikanischer Klarinettist und Saxophonist (Sopran) des Traditional Jazz.

## Leben
Darensbourg stammte aus einer kreolischen Cajun-Familie, sein Vater war ein angesehener Schuhmacher in Baton Rouge. Ein Onkel William spielte Posaune in einem Zirkus. Darensbourg lernte Klavier und Violine und vor allem mit 10 Jahren Klarinette bei Manuel Roque, in dessen Band er auch spielte. Bei Besuchen bei seiner Tante in New Orleans nahm er auch einige Stunden bei Alphonse Picou. Er wurde um 1920 professioneller Musiker und spielte in der Band des Banjospielers Toots Johnson, wie auch Guy Kelly und Captain John Handy. Er reiste auch eine Weile mit einer Zirkusband, spielte in Minstrel Shows und Medicine Shows, das heißt, er spielte den Entertainer in der Verkaufsshow eines erfolgreichen Quacksalbers namens Doc Moon. In St. Louis schloss er sich „Charlie Creath´s Jazz-o-Maniacs“ an, spielte in East St. Louis mit Jelly Roll Morton, auf den Riverboats bei Fate Marable und geriet in einem Roadhouse bei Harrisburg (Illinois) in eine Schießerei zwischen Gangstern, bei der er verwundet wurde. Mit einer Zirkusband kehrte wieder nach Baton Rouge zurück und ging dann nach Los Angeles, wo er mit Mutt Carey´s Jeffersonians spielte, teilweise in Stummfilmkinos und Filmstudios. 1928 spielte er auf einem Schiff, das zwischen Los Angeles und Seattle verkehrte und ließ sich dort für 18 Jahre nieder. Er unterrichtete auch, z. B. den Andy-Kirk-Saxophonisten Dick Wilson.
Nach einem Autounfall 1932 konnte er nur noch mit halber Lunge spielen und hätte beinahe ganz die Musik aufgegeben – er konnte aber eine Tuberkulose durch Aufenthalte in der Wüste kurieren. Im Dixieland-Revival der 1940er Jahre spielte er im Trio mit dem Pianisten Johnny Wittwer, und 1944 machte er in Seattle erste Aufnahmen unter eigenem Namen. 1945 spielte er in Los Angeles mit Kid Ory (mit dem er 1945 aufnahm, u. a. für Decca), Pete Daily, Red Nichols, Wingy Manone und Jack Teagarden. Mit Kid Ory spielte er bis 1953, als er von Ory gefeuert wurde, möglicherweise auf Betreiben von dessen neuer Ehefrau. Darensbourg ging dann mit Gene Mayl und seinen Dixieland Rhythm Kings eine Weile nach Dayton in Ohio. Danach war er wieder in Los Angeles, wo er zunächst in der erfolgreichen Band von Teddy Buckner spielte und aufnahm, und seit 1957 mit eigener Band, den „Dixie Flyers“, mit denen er ebenfalls aufnahm – ihr „Yellow Dog Blues“ wurde ein Hit. Die Band existierte bis 1960. Er spielte kurz in Disneyland auf einem Riverboat und ging dann mit Louis Armstrongs All Stars 1961 bis 1964 als Nachfolger von Peanuts Hucko und Barney Bigard auf Welttournee.  Darensbourg spielt auf Armstrongs Hit „Hello Dolly“ von 1963. 1964 hatte er bei Armstrong genug Geld verdient, um sich zur Ruhe zu setzen und lernte ein Jahr lang bei einem Instrumentenbauer. Dann entschied er sich doch wieder fürs Weiterspielen und spielte bis 1969 in Disneyland und tourte ab 1971 bis 1975 weltweit mit den „Legends of Jazz“ mit anderen Ehemaligen aus den Bands von Kid Ory und George Lewis. Mit ihnen nahm er auch auf. Darensbourg trat auch weiter bis zu seinem Tod an einem Herzanfall (nachdem er schon im Februar 1985 Schlaganfälle erlitt) auf. Darensbourg wirkte zwischen 1944 und 1983 bei 85 Aufnahmesessions mit.

## Diskographische Hinweise
- Joe Darensbourg and His Dixie Flyers 1957 live (American Music Records)
- Barrelhousin’ With Joe (GHB, 1972), mit Ernie Carson
- On a Lark in Dixieland (Vogue, 1959)